# Chrístos Tsoúntas
Chrístos Tsoúntas (grec moderne : Χρήστος Τσούντας), né en 1857 à Stenimachos (maintenant Asenovgrad en Bulgarie), et mort à Athènes le 9 juin 1934, est un archéologue grec.

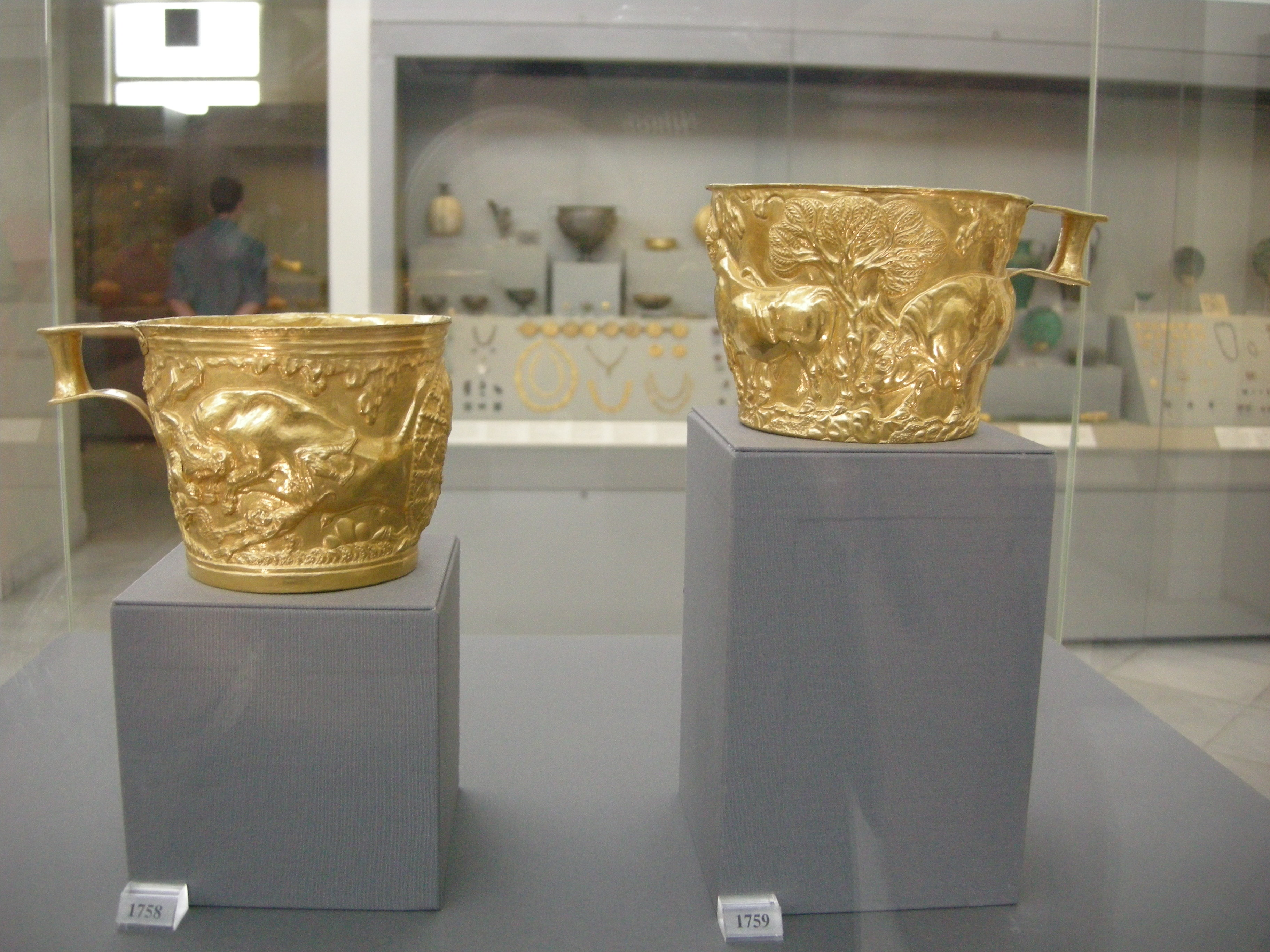
Gobelets en or de Vaphio, au musée national archéologique d'Athènes, découverts par C. Tsoúntas en 1888.

Il identifie et fouille de nombreux sites grecs du Néolithique et de l'âge du bronze, en Laconie, en Thessalie et dans les Cyclades.

## Biographie
Il fait ses études à l'école Zariphios (en), une école grecque de Plovdiv, puis à l'université d'Athènes. Il complète sa formation en Allemagne à Hanovre et surtout à Munich et Iéna.
Il est nommé en 1883 éphore des antiquités des nomes d'Arta et d'Étolo-Acarnanie. Il mène en 1884 des fouilles sur  l'île de Salamine.
À partir de 1886 il réalise des fouilles à Mycènes et ce jusqu'en 1910 (parallèlement à ses travaux sur d'autres sites).
En 1890-91, il fouille le palais mycénien de Tyrinthe. En Laconie, près d'Amyclées, il découvre en 1888[réf. nécessaire] sous le sol de la tholos de Vaphio une sépulture princière (XVe siècle av. J.-C.) qui révèle un riche mobilier, dont les deux gobelets d'or décorés au repoussé, exposés au musée national archéologique d'Athènes, sont les pièces les plus connues.
On lui doit, à la suite de ses fouilles dans les Cyclades (1894, 1897-1898), notamment à Kastri-Chalandriani, dans l'île de Syros, la création du terme « civilisation des Cyclades » ou « civilisation cycladique ». Il mène ainsi ses recherches dans les îles d'Amorgós (1894), de Paros, d'Antiparos, ainsi que l'îlot voisin de Despotikó (1897), et de Siphnos (juillet 1898) puis Syros (août-octobre 1898).
Entre 1899 et 1903, il mène des fouilles sur les sites néolithiques thessaliens de Sesklo et de Dimini, près de Volos ; ces fouilles établissent les bases de la connaissance du Néolithique en Grèce.
En 1904, il est nommé professeur d'archéologie à l'université d'Athènes, où il enseigne jusqu'en 1924 ; il enseigne à l'université Aristote de Thessalonique pendant l'année universitaire 1926-1927. En 1926, il devient membre de l'Académie d'Athènes. Il a été directeur de la Société archéologique d'Athènes de 1896 à 1909, puis en 1918-1920 et 1924-1926.
Il réalise avec Panagiotis Kavvadias la première présentation des collections du musée national archéologique d'Athènes.

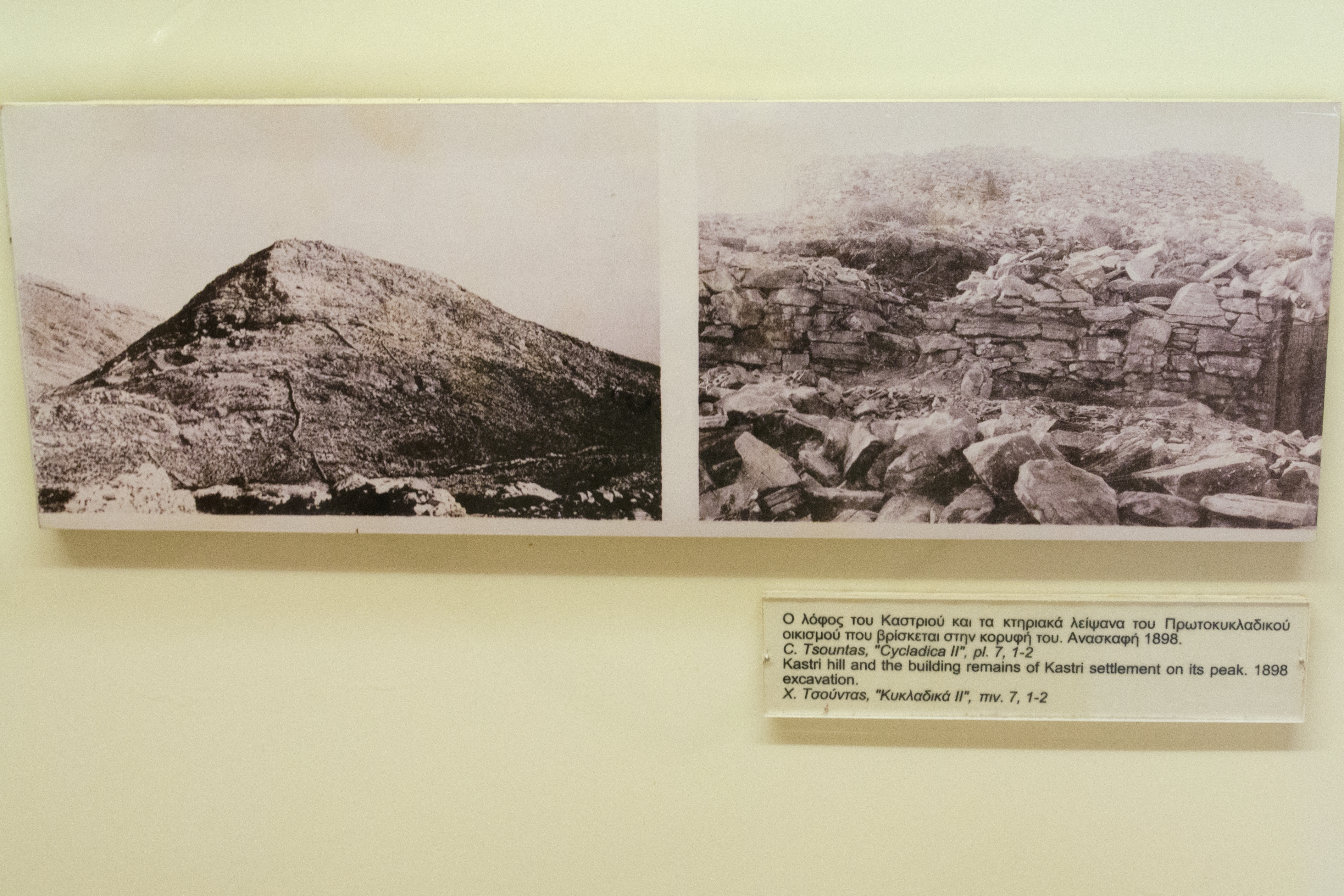
La colline de Kastri (Syros) avec les vestiges d'un établissement cycladique. Photos prises par C. Tsoúntas lors de ses fouilles de 1898.

Parmi ses élèves, on trouve les archéologues Spyridon Marinatos, Georges Mylonas et John Papadimitriou.

## Principales publications
- (avec Manatt J. Irving), The Mycenean Age: a study of the monuments and culture of pre-Homeric Greece, London, Macmillan, 1897.
- Αί προΐστορικαί Ακροπόλεις ∆ιµηνίου και Σέσκλου (« Bibliothèque de la Société archéologique d'Athènes »), Athènes, 1908 (présentation en ligne).
- Ιστορία της αρχαίας ελληνικής τέχνης, Athènes, 1928.
- Μυκήναι και μυκηναϊκός πολιτισμός, 1893 lire en ligne